# 高夢尤
高 夢尤（コ・モンウ、朝鮮語: 고몽우、1914年2月8日 - 1977年12月18日）は、大韓民国の公務員、政治家。第2代全羅南道議会議員、第5代韓国国会議員。

## 経歴
日本統治時代の全羅南道光山郡出身。光州高等普通学校中退または卒業。在学中に抗日闘争に参加した。面、邑、郡、道公務員を経て、松汀邑農会会長、大韓青年団光山郡団長、救国総力光山郡地区連盟副委員長、大韓労働光山地区連盟委員長、第2代全羅南道道議員、民主党中央委員・全羅南道党組織部長・光山郡党委員長、国会交逓委員を務めた。
1977年12月18日、光州市西区の自宅にて肝硬変により死去。享年63。